# Rudolf Henzi

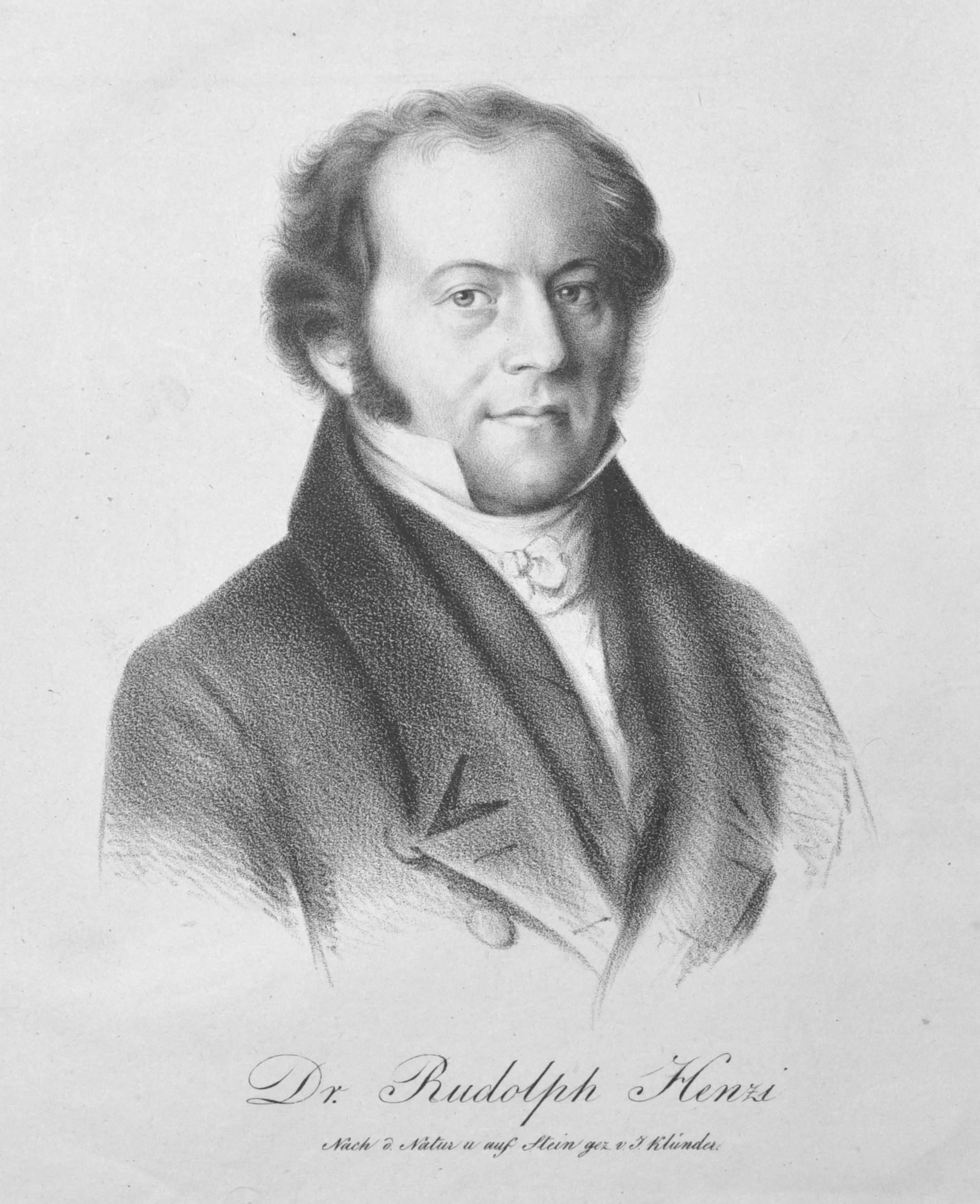
Rudolph Henzi (1829)

Samuel Gottlieb Rudolf Henzi (russisch Самуил Готтлиб Рудольф Генци; * 7. September 1794 in Bern; † 1. Februarjul. / 13. Februar 1829greg. in Dorpat) war ein schweizerischer Theologe, Linguist, Orientalist und Universitätsprofessor in Dorpat.

## Leben

### Herkunft und Familie
Rudolf war Angehöriger der Berner Burgerfamilie Henzi. Seine Eltern waren der Kaufmann Rudolf Jakob Henzi (1767–1830) und Rosina Elisabeth, geborene König (1769–1852).
Er vermählte sich 1821 in Dorpat mit Rosamunde Furer (1796–1874). Aus der Ehe sind vier Söhne und zwei Töchter hervorgegangen.

### Werdegang
Henzi begann seine Universitätsausbildung in Bern, wo er über sechs Semester erst Philosophie, dann Theologie studierte. Danach, 1816 studierte er ein weiteres Jahr Theologie in Tübingen. Es schloss sich 1817/1818 noch ein Geschichtsstudium in Göttingen an. Nach seiner Rückkehr wurde er Vikar in Unterseen, resignierte jedoch bereits im Herbst 1818 und ging nach Paris, wo er Arabisch, Persisch und Sanskrit studierte. Nach einem anschließenden Aufenthalt in England kehrte Henzi im Sommer 1819 nach Bern zurück. Er wurde in Tübingen promoviert.
Am 5. März 1820 wurde er als ordentlicher Professor auf den Lehrstuhl für Exegetik und Orientalische Sprachen in Dorpat berufen und hielt am 30. August 1820 seinen Einführungsvortrag: „Über das Verhältnis der Schriften des Alten und Neuen Testaments zu einander nach Inhalt und Form.“
Er wurde 1821 Direktor des Dorpater Zweigs der Russischen Bibelgesellschaft und 1822 Mitglied der Schulkommission. Viermal war er Dekan der theologischen Fakultät.
Mit seiner Ernennung zum Hofrat (6. Rangklasse) wurde er in den erblichen russischen Dienstadel aufgenommen.

### Werke
- Fragmenta Arabica, e codicibus manuscriptis parisinis nunc primum, publicis sumtibus, St. Peterburg 1828 (Digitalisat auf Google Books)
- Ad audiendam orationem in auditorio maximo d. 6. Dec. habendam qua diem Nicolai I. imperatoris et domini nostri longe clementissimi sancto nomini dicatum concelebrabit Universitas Literarum Dorpatensis invitat Rudolphus Henzi D. […] Inest libri Ecclesiastae argumenti brevis adumbratio (Einladung zu einer Festvorlesung anlässlich des Namenstags des Zaren Nikolaus I. mit dem Text der Vorlesung über das Buch Ecclesiastes), Dorpat 1827 (Digitalisat auf Google Books)
- Predigt über Röm. I, 16., Dorpat [1820] (Katalogeintrag Estnische Nationalbibliothek)
- Abriss einer Grammatik und Wörterverzeichniss der Hawai- oder Sandwichsprache In: Hertha, Zeitschrift für Erd-, Völker und Staatenkunde, Stuttgart/Tübingen 1826, Teil 2, S. 76–120. (Digitalisat auf Internet Archive)

Siehe auch
- Brief an Karl Morgenstern, 1820 (Digitalisat der Universität Tartu)